# 小野順造
小野 順造（おの じゅんぞう、1916年9月26日 - 1989年6月28日）は、日本の経営者。大阪府大阪市出身。

## 経歴
1941年に大阪商科大学を卒業し、同年に小野市兵衛商店(現在の小野薬品工業)に入社。
取締役、常務、専務を経て、1968年6月に副社長に就任し、1977年2月には社長に昇格。1986年2月から会長を務めた。
1989年6月28日肺炎のために死去。72歳没。